# Petra Bock
Petra Daniela Bock (* 1970) ist eine deutsche Autorin, Rednerin und Coach.

## Leben
Bock studierte Geschichte und Politikwissenschaften an den Universitäten München, Regensburg, Leicester (Großbritannien) und Berlin, wo sie 1998/1999 zum Dr. phil. über Transformationsprozesse und Systemwechsel von Diktaturen in Demokratien promovierte. Während der Promotionszeit betätigte sie sich im Bereich Veränderungsmanagement als Beraterin und Redenschreiberin. Ab 2001 war sie Coach. 2008 gründete sie die Dr. Bock Coaching Akademie in Berlin.
Nach einigen Wissenschafts- und Wirtschaftstiteln veröffentlichte sie ab 2005 Coaching-Bücher. In ihrem 2011 veröffentlichten Buch Mindfuck stellt sie die These auf, dass die meisten Menschen heute immer noch mit Denkmustern operieren, die auf autoritäre, stark hierarchische gesellschaftliche Verhältnisse vergangener Epochen ausgerichtet sind, und sie deshalb suboptimale Entscheidungen treffen und sich selbst blockieren. Darauf aufbauend erschien am 4. Mai 2020 das Buch Der entstörte Mensch, das sich dem Versuch einer „Gesellschaftstheorie zum persönlichen Wandel“ widmet. Die Transformationsforscherin prägt im Buch, im Sinne einer Weiterentwicklung des Begriffes Zivilisation, den neuen Begriff der „Vivilisation“. Darunter ist laut Bock die „Gemeinschaft allen Lebens, seiner Entfaltung und Qualität auf dem Planeten“ zu verstehen. Als „dominierende Spezies, die denken und handeln kann“ habe der Mensch im Anthropozän eine besondere Verantwortung für alle Lebewesen und deren Lebensqualität.

## Veröffentlichungen
- Der entstörte Mensch – Wie wir uns und die Welt verändern, Droemer, München 2020, ISBN 978-3-426-27691-4.
- Mindfuck Job. So beenden Sie Selbstblockaden und entfalten Ihr volles berufliches Potenzial, Knaur, München 2015, ISBN 978-3-426-65550-4.
- Mindfuck Love. Wie wir uns in der Liebe selbst sabotieren und was wir dagegen tun können, Knaur, München 2014, ISBN 978-3-426-65547-4.
- Mindfuck. Das Coaching – Wie Sie mentale Selbstsabotage überwinden, Knaur, München 2013, ISBN 978-3-426-42147-5.
- Mindfuck. Warum wir uns selbst sabotieren und was wir dagegen tun können. Knaur, München 2011, ISBN 978-3-426-65507-8.
- 100 Fragen ihr Leben betreffend. Knaur, München 2009, ISBN 978-3-426-65469-9.
- Nimm das Geld und freu dich dran: wie Sie ein gutes Verhältnis zu Geld bekommen. Kösel, München 2008, ISBN 978-3-466-30801-9.
- in: Sabine Asgodom (Hrsg.): Die Frau, die ihr Gehalt mal eben verdoppelt hat … 25 verblüffende Coaching-Geschichten. Kösel, München 2008, ISBN 978-3-466-30788-3 (Beiträge: „Das eigene Biotop“, „Geld“, „Von den Besten lernen“, „Die Kraft des Träumers“, „Die Wunderfrage“).[5]
- Die Kunst, seine Berufung zu finden. Scherz, Frankfurt am Main 2005, ISBN 3-502-14006-5; Taschenbuchausgabe bei: Fischer Taschenbuch, Frankfurt am Main 2006, ISBN 978-3-596-16166-9.
- Effiziente Arbeitsabläufe: Schwachstellen erkennen – Prozesse optimieren. Gabler, Wiesbaden 2001, ISBN 3-409-11857-8.
- Marketing für Entscheider: Analysen – Strategien – Erfolgskontrollen. Gabler, Wiesbaden 2001, ISBN 3-409-11856-X.
- Vergangenheitspolitik im Systemwechsel. Die Politik der Aufklärung, Strafverfolgung, Disqualifizierung und Wiedergutmachung im letzten Jahr der DDR. Logos, Berlin 2000, ISBN 3-89722-496-8 (zugleich: Dissertation an der FU Berlin, Philosophische Fakultät, 1999).
- mit Edgar Wolfrum (Hrsg.): Umkämpfte Vergangenheit. Geschichtsbilder, Erinnerung und Vergangenheitspolitik im internationalen Vergleich. Vandenhoeck & Ruprecht, Göttingen 1999, ISBN 3-525-01380-9.
- mit Katja Koblitz (Hrsg.): Neue Frauen zwischen den Zeiten. Ein studentisches Projekt an der FU Berlin in Zusammenarbeit mit der Gedenkstätte Deutscher Widerstand. Vorwort von Peter Steinbach und Johannes Tuchel, Edition Hentrich, Berlin 1995, ISBN 3-89468-192-6.